# Illinois
Illinois (anglická výslovnost  [ˌɪlɨˈnɔɪ]IPA, oficiálně State of Illinois) je stát nacházející se na severu Spojených států amerických, v oblasti východních severních států ve středozápadním regionu USA. Illinois hraničí na východě s Indianou, na jihovýchodě s Kentucky, na západě s Missouri a Iowou a na severu s Wisconsinem. Severovýchodní ohraničení tvoří Michiganské jezero.

## Historie
Francouzští průzkumníci objevovali okolí řeky Illinois od roku 1673 a záhy se území stalo součástí Nové Francie. Název regionu byl odvozen ze slova irenwe (tj. „mluví běžnou řečí“) z miamsko-illinoiského jazyka místních indiánů. Zdejší evropské osídlení ale nebylo v následujících desetiletích početné ani rozsáhlé. Roku 1763 získali Illinois díky výsledku sedmileté války Britové, v roce 1783 se území stalo součástí nově vzniklých Spojených států, kde bylo zařazeno do Severozápadního teritoria. Od roku 1800 tvořilo část indiánského teritoria a od roku 1809 vlastního illinoiského teritoria, jehož severní oblast (pozdější Wisconsin) byla v roce 1818 připojena k michiganskému teritoriu. Illinois se 3. prosince 1818 stalo 21. státem USA.
Od 1. července 2011 zrušilo Illinois trest smrti.

## Symboly

### Další symboly
Mottem státu je „State Sovereignty-National Union“, květinou violka, stromem dub bílý, ptákem kardinál a písní Illinois.

## Geografie
Se svou rozlohou 149 932 km² je Illinois 25. největším státem USA, v počtu obyvatel (12,8 milionů) je pátým nejlidnatějším státem a s hodnotou hustoty zalidnění 89 obyvatel na km² je na dvanáctém místě. Hlavním městem je Springfield se 120 tisíci obyvateli. Největšími městy jsou Chicago s 2,7 miliony obyvatel, dále Aurora (200 tisíc obyv.), Rockford (150 tisíc obyv.), Joliet (150 tisíc obyv.) a Naperville (150 tisíc obyv.). Illinois patří 101 km pobřeží Michiganského jezera. Nejvyšším bodem státu je vrchol Charles Mound s nadmořskou výškou 376 m na severu státu. Největšími toky jsou řeky Mississippi, která tvoří hranici s Iowou a Missouri, Ohio, jež je hranicí s Kentucky, a Wabash, která vytváří část hranice s Indianou.

## Obyvatelstvo
Podle sčítání lidu z roku 2010 v Illinois žilo 12 830 632 obyvatel.

### Rasové složení
- 71,5 % Bílí Američané
- 14,5 % Afroameričané
- 0,3 % Američtí indiáni
- 4,6 % Asijští Američané
- 0,0 % Pacifičtí ostrované
- 6,7 % Jiná rasa
- 2,3 % Dvě nebo více ras

Obyvatelé hispánského nebo latinskoamerického původu, bez ohledu na rasu, tvořili 15,8 % populace.

### Náboženství
Největší skupinou jsou zde protestanti, zvlášť kolem Chicaga je silná i katolická komunita ( Poláci, Irové, Němci a Italové, kteří zde mají své specifické čtvrtě ) a celkem velkou skupinou jsou na severu Chicaga i muslimové.
- křesťané 80 %
  - protestanti 49 %
    - baptisté 12 %
    - metodisté 7 %
    - luteráni 7 %
    - presbyteriáni 3 %
    - ostatní protestanti 20 %

  - římští katolíci 30 %
  - ostatní křesťané 1 %
- jiná náboženství 4 %
- bez vyznání 16 %

## Hospodářství a doprava
Nejvýznamnějšími zemědělskými produkty jsou kukuřice, sójové boby, skot, mléčné produkty a pšenice, zemědělství se nejvíce soustřeďuje v severní a střední části státu. Nejrozšířenějšími průmyslovými odvětvími jsou strojírenství, potravinářství, chemický průmysl, elektrotechnický průmysl, metalurgie barevných kovů, dopravní strojírenství. Důležitá jsou také naleziště uhlí a ropy. Illinois je i významným dopravním uzlem.
Chicagský přístav spojuje stát s ostatními světovými přístavy a O'Hare International Airport v Chicagu je jedním z nejfrekventovanějších letišť na světě.